# Strumigenys sanctipauli
Strumigenys sanctipauli är en myrart som beskrevs av Kempf 1958. Strumigenys sanctipauli ingår i släktet Strumigenys och familjen myror. Inga underarter finns listade i Catalogue of Life.